# Gewöhnlicher Bärenmaki
Der Gewöhnliche Bärenmaki (Arctocebus calabarensis) ist eine Primatenart aus der Familie der Loris (Lorisidae).

## Merkmale
Gewöhnliche Bärenmakis erreichen eine Kopfrumpflänge von 23 bis 31 Zentimetern, ein Schwanz ist nicht vorhanden. Das Gewicht beträgt etwa 0,3 bis 0,5 Kilogramm. Ihr Fell ist an der Oberseite gelbbraun gefärbt, die Unterseite ist nahezu weiß. Der Kopf ist dunkler als der übrige Körper, entlang der Nase erstreckt sich ein weißer Streifen. Der Gewöhnliche Bärenmaki ist der einzige Primat mit einer voll entwickelten Nickhaut. Der zweite Finger ist wie bei allen Loris verkürzt, die Hände sind an einen sicheren Griff im Geäst angepasst.

## Verbreitung und Lebensraum

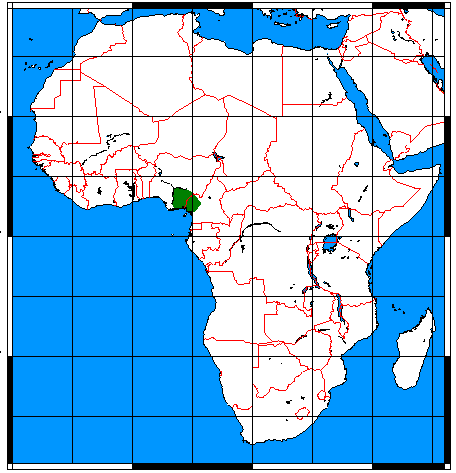
Verbreitungsgebiet

Gewöhnliche Bärenmakis sind im mittleren Afrika beheimatet, ihr Verbreitungsgebiet umfasst das südöstliche Nigeria und das westliche Kamerun. Der Fluss Sanaga bildet die Grenze ihres Verbreitungsgebietes, östlich davon lebt der Goldene Bärenmaki. Lebensraum dieser Art sind tropische Wälder, sie bevorzugen dabei mit dichtem Unterholz bestandene Waldtypen wie Sekundärwälder.

## Lebensweise und Ernährung
Diese Primaten sind nachtaktive Baumbewohner, tagsüber schlafen sie in dichter Vegetation verborgen. In der Nacht begeben sie sich auf Nahrungssuche, dabei bewegen sie sich wie alle Loris mit langsamen, vorsichtigen Bewegungen fort, mit ihren spezialisierten Händen halten sie sich an den Ästen sicher fest. Sie leben einzelgängerisch, das Revier eines Männchens überlappt sich aber mit dem zweier bis dreier Weibchen.
Gewöhnliche Bärenmakis fressen vorwiegend Insekten, beispielsweise Raupen oder Motten. Früchte ergänzen den Speiseplan.

## Fortpflanzung
Das Männchen paart sich mit allen Weibchen, deren Reviere mit seinem überlappen, die Paarung erfolgt kopfunter an einem Ast hängend. Nach 131- bis 136-tägiger Tragzeit kommt in der Regel ein einzelnes Jungtier zur Welt. Dieses klammert sich zunächst am Bauch der Mutter fest, nach drei bis vier Monaten wird es entwöhnt. Die Geschlechtsreife tritt mit rund 8 bis 10 Monaten ein.

## Gefährdung
Die Hauptbedrohungen für den Gewöhnlichen Bärenmaki stellen die Zerstörung ihres Lebensraums und die Bejagung wegen ihres Fleisches dar. Aufgrund ihrer Fähigkeit, auch in teilweise gerodeten Wäldern leben zu können, sind sie weniger bedroht als andere afrikanische Primaten. Die IUCN listet die Art als „potenziell gefährdet“ (Near Threatened).
In Europa wird die Art nicht mehr gepflegt, ehemalige Halter sind Berlin, Hamburg, Amsterdam (Welterstzucht), Rotterdam, Wassenaar und London.

## Belege
1. ↑    ZTL 17.6